# Xysticus hepaticus
Xysticus hepaticus är en spindelart som beskrevs av Simon 1903. Xysticus hepaticus ingår i släktet Xysticus och familjen krabbspindlar.
Artens utbredningsområde är Madagaskar. Inga underarter finns listade i Catalogue of Life.